# (9990) 1997 SO17
(9990) 1997 SO17 (1997 SO17, 1978 TC5, 1995 ES8) — астероїд головного поясу, відкритий 30 вересня 1997 року.
Тіссеранів параметр щодо Юпітера — 3,308.